# Nella tana dei lupi (romanzo)
Nella tana dei lupi (titolo originale Løvens gap) è un romanzo poliziesco dell'autrice norvegese  Anne Holt, scritto in collaborazione con Berit Reiss-Andersen. Il libro è stato pubblicato nel 1997 ed è il quarto della serie dedicata alle indagini di Hanne Wilhelmsen, sovrintendente della polizia di Oslo.

## Storia editoriale
Løvens gap ha avuto molte traduzioni: in svedese, danese, finlandese, tedesco, olandese, polacco, spagnolo, inglese; in italiano viene pubblicato nel 2012 dall'Editrice Einaudi.

## Trama
Oslo: palazzo del governo. Una sera, agli inizi di aprile, il primo ministro norvegese Birgitte Volter è trovata esanime alla sua scrivania. La donna è morta per un colpo di arma da fuoco alla testa, ma dell'arma (una pistola di piccolo calibro) non c'è traccia. La segretaria, nell'anticamera, non ha sentito nulla; nel pomeriggio, il giudice Benjamin Grinde della Corte Suprema era entrato su appuntamento; infine, una guardia giurata del servizio d'ordine era arrivata nei pressi dell'ufficio, a quanto pare, senza essere entrata. La sera stessa Grinde viene arrestato, ma l'uomo è subito rilasciato e la polizia, comprendendo di aver commesso un madornale errore, deve fronteggiare un danno di immagine che può costare carissimo.
Tra gli uomini assegnati al caso ci sono anche Billy T. e Tone-Marit Steen; invece Hanne Wilhelmsen si trova in congedo negli Stati Uniti, dove trascorre un anno con la sua compagna Cecilie. Ma Hanne, sulle spine perché non vede progredire le indagini, si precipita in Norvegia e soggiorna a casa di Billy T.. Le piste percorse sono di natura estremista di destra, dal momento che il governo è laburista, oppure familiare. Ma il marito e il figlio di Birgitte Volter non hanno moventi e i loro alibi sono inattaccabili. Grazie alla segretaria si scopre che dalla stanza mancano lo scialle della Volter e una scatolina portapillole in oro smaltato, oltre all'arma. Per finire, in capo a una settimana, la guardia giurata muore travolta da una valanga mentre scia in montagna, e il giudice Grinde si toglie la vita con una letale dose di farmaci. Essendo anche medico, Grinde sapeva come procedere, tuttavia non ha lasciato lettere o altri documenti di congedo.
Il mistero si infittisce quando, dall'ufficio postale, arriva alla centrale di polizia una busta con la pistola che ha ucciso Birgitte: subito si scopre che apparteneva al figlio Per Volter. Inoltre viene alla luce che Grinde stava indagando su un vecchio scandalo: nel 1965 in Norvegia erano morti quasi duemila neonati a causa di un vaccino e anche Brigitte Volter e il marito avevano perso la loro primogenita. Questo apre una nuova (improbabile) pista: forse la casa farmaceutica, dell'allora Germania Est, voleva mettere la cosa a tacere. Ma il ritrovamento della scatoletta portapillole in casa di Grinde e lo scialle recuperato presso una ragazzina, giovanissima fidanzata della guardia giurata, non permettono ancora di ricostruire un quadro credibile.
Passano i giorni e finalmente avviene un arresto: si tratta del ventiduenne Brage Håkonsen, già nel mirino della pubblica sicurezza per le sue competenze sulle armi, perché conosceva la guardia giurata, perché anche aveva un suo covo con molti piani per sterminare membri vari del governo. L'impressione che Brage sia pericoloso, ma soprattutto delirante, non lascia sperare in una vera soluzione del caso, tuttavia la giustizia procede. Per Hanne è arrivato il momento di tornare da Cecilie; così, nella serata di addio con gli amici, lei sbalordisce tutti con la sua intuizione che in realtà Birgitte Volter si sia tolta la vita.

## Personaggi
- Birgitte Volter, primo ministro di Norvegia.
- Wenche Andersen, segretaria di Birgitte Volter.
- Benjamin Grinde, giudice della Corte Suprema.
- Roy Hansen, marito di Birgitte.
- Per Volter, figlio di Roy e Birgitte, porta il cognome materno.
- Liten Lettvik, giornalista del «Kveldsavisen» («Ka»).
- Ruth-Dorthe Nordgarden, ministro della Salute.
- Tryggve Storstein, ministro delle Finanze.
- Billy T., della Centrale di polizia di Oslo.
- Tone-Marit Steen, poliziotta della squadra di Billy T.
- Hanne Wilhelmsen, sovrintendente della polizia di Oslo (in congedo per un anno negli Stati Uniti, insieme a Cecilie, la sua compagna).
- Håkon Sand, alto funzionario della polizia di Oslo.
- Tage Sjögren, capo di un gruppo armato (di estrema destra).
- Brage Håkonsen, agitatore politico, è in contatto con Sjögren'.
- guardia giurata, del servizio di sicurezza al palazzo del governo.

## Edizioni in italiano
- Anne Holt; Berit Reiss-Andersen; Nella tana dei lupi, traduzione di Margherita Podestà Heir, Einaudi, Torino 2012
- Anne Holt; Berit Reiss-Andersen; Nella tana dei lupi, Gedi, Torino 2022